# OSE (järnvägsföretag)

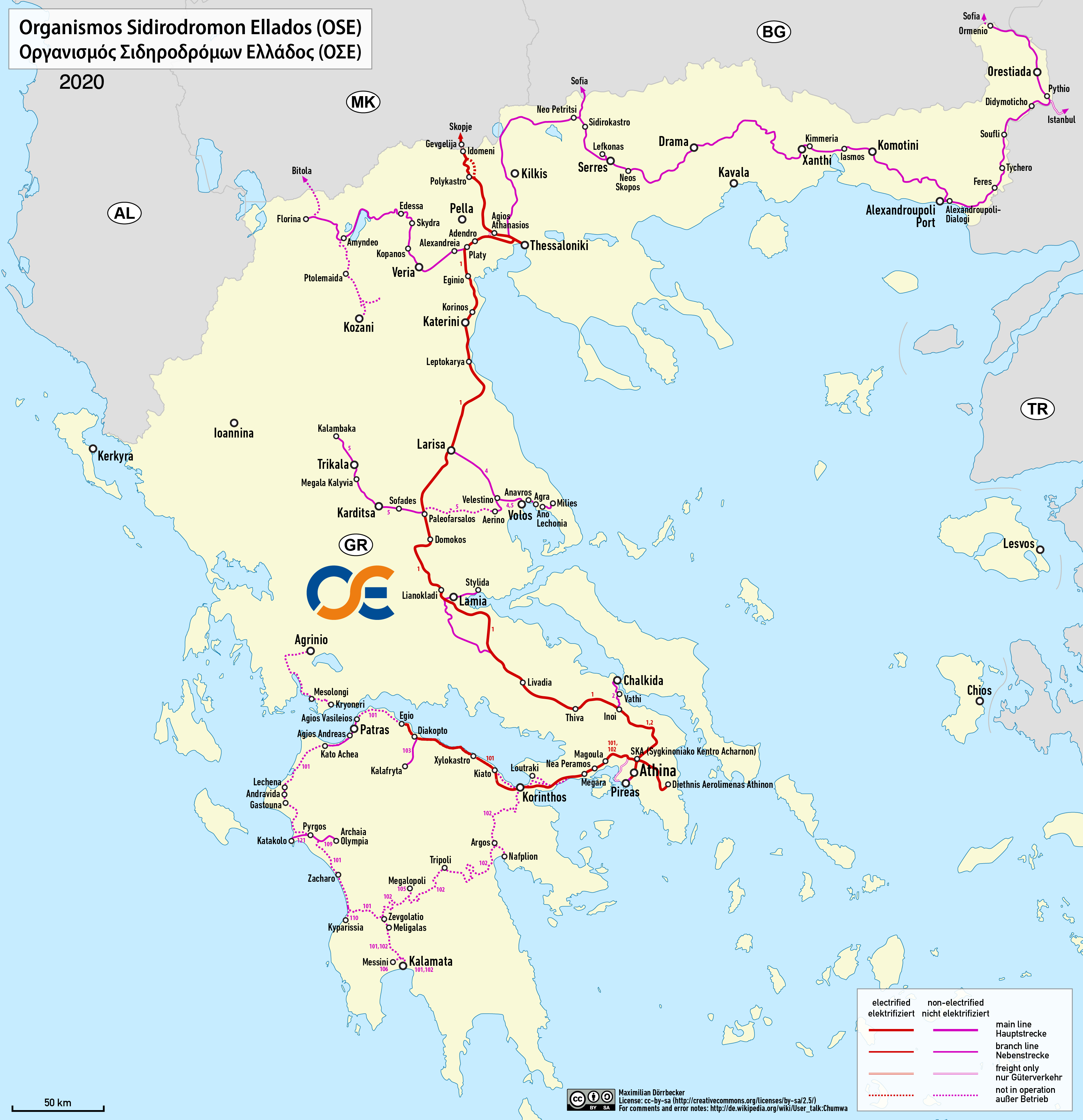

Organismos Sidirodromon Ellados (ΟΣΕ, Οργανισμός Σιδηροδρόμων Ελλάδος, gr. för Grekiska Järnvägsorganisationen) är Greklands statliga järnvägsbolag och kör både passagerar- och godståg. Järnvägsnätet täcker Peloponnesos och grekiska fastlandet inklusive Makedonien och Thrakien. Öarna, såsom Kreta och Euboia samt de Joniska och Egeiska öarna, saknar järnväg, liksom prefekturerna Lakonien, Evritania, Grevena, Kastoria och Aitolien och Akarnanien samt hela Epirus.